# Karl-Heinz Böttcher
Karl-Heinz „Charly“ Böttcher (* 20. August 1944; † 26. April 2008) war ein deutscher Fußballspieler. Von 1965 bis 1973 absolvierte der Flügelstürmer in der damals zweitklassigen Fußball-Regionalliga West beziehungsweise Süd bei den Vereinen VfL Bochum, Karlsruher SC, Preußen Münster und Schwarz-Weiß Essen insgesamt 203 Regionalligaspiele und erzielte 52 Tore.

## Karriere
Karl-Heinz Böttcher stieg in der Runde 1964/65 mit dem VfL Bochum nach drei Entscheidungsspielen (4:1; 0:1; 1:1) gegen die SpVgg Erkenschwick und Entscheidung nach Münzwurf aus der Verbandsliga Westfalen in die Regionalliga West auf. Unter Trainer Hubert Schieth belegten die Blau-Weißen von der Castroper Straße im Debütjahr 1965/66 in der Regionalliga West den 12. Rang; Böttcher hatte in 32 Ligaspielen neun Tore erzielt. Im dritten Regionalligajahr, 1967/68, kamen neben dem neuen Trainer Hermann Eppenhoff auch noch die Spieler Hans-Jürgen Jansen, Erich Schiller und Werner Balte als Neuzugänge zum Team von Präsident Ottokar Wüst. Der VfL belegte den fünften Rang und am Flügel hatte Böttcher in 25 Einsätzen acht Tore erzielt.
Sein größter sportlicher Erfolg war das Erreichen des DFB-Pokal-Finales im Jahr 1968. In allen fünf Spielen des Wettbewerbs gegen den Karlsruher SC (3:2), den VfB Stuttgart (2:1), Borussia Mönchengladbach (2:0), den FC Bayern München (2:1) und im Endspiel am 9. Juni 1968 in Ludwigshafen gegen den 1. FC Köln (1:4) war der Angreifer für Bochum im Einsatz und erzielte drei Tore. Der erste Treffer glückte ihm in der ersten Hauptrunde gegen den Karlsruher SC, gegen die „Bökelberg-Elf“ stellte er in der 35. Minute den 2:0-Endstand her und im Endspiel erzielte er den zwischenzeitlichen 1:1-Zwischenstand.
Nach 86 Einsätzen, in denen er 27 Tore für den VfL Bochum schoss, nahm er zur Saison 1968/69 das Angebot des Bundesligaabsteigers Karlsruher SC an und wechselte in die Regionalliga Süd. Mit der Elf vom Wildparkstadion gewann er nach 22 Einsätzen mit zwei Toren unter Trainer Kurt Baluses und an der Seite der Leistungsträger Eugen Ehmann, Helmut Kafka, Jürgen Weidlandt, Josef Marx, Christian Müller und Horst Wild die Meisterschaft und zog in die Bundesligaaufstiegsrunde ein. Darin kam er in sechs Spielen zum Einsatz; zur Bundesligarückkehr für den KSC reichte es nicht, Rot-Weiss Essen setzte sich souverän mit 14:2 Punkten durch.
Heimisch wurde Böttcher in Baden aber nicht, nach nur einer Saison wechselte er zur Runde 1969/70 zu Preußen Münster in die Regionalliga West zurück. Unter Trainer Richard Schneider belegte er im ersten Jahr den siebten Platz und hatte in 24 Einsätzen neun Tore an der Seite der Offensivkollegen Gerd Kasperski und Bernd Michel erzielt. Für Preußen Münster schoss er in der Regionalliga West in zwei Runden 16 Tore in 47 Spielen.
1971 folgte er dem Ruf seines ehemaligen Bochumer Mitspielers und jetzigen Trainers von Schwarz-Weiß Essen, Heinz Höher, und wechselte in die Grugastadt. Mit Torhüterroutinier Hermann Merchel und den Talenten Michael Lameck, Reinhard Majgl und Holger Trimhold belegte ETB den fünften Rang. Böttcher hatte in 33 Ligaspielen sieben Tore erzielt. In der Serie 1972/73 kamen noch weitere 15 Spiele hinzu. Nach zwei Jahren verließ Böttcher die Schwarz-Weißen aus Essen und ging 1973 zu Olympia Bocholt und spielte in der Amateurliga Niederrhein.